# 日中友好加須市民会議
日中友好加須市民会議（にっちゅうゆうこうかぞしみんかいぎ）とは、埼玉県加須市で活動している、日中友好団体である。
1977年に設立。初代会長は、元市長梅沢一郎の夫人である梅沢三保。2017年時点での会長は元加須市議会議員で声優の石井敏郎。
メンバーには、北朝鮮を礼賛する社会民主党所属の市議会議員もいる。万里・全国人民代表大会議長夫人とも親しい関係にある。埼玉県と友好関係にある、山西省の子供を加須市に招請している。市外からの参加者も多い。
2022年３月、新型コロナウイルス感染症（COVID-19）の感染拡大により交流活動が困難になったことと、会員の高齢化を理由に解散した。